# Szoszlan Petrovics Angyijev
Szoszlan Petrovics Angyijev oroszul: Сослан Петрович Андиев (Ordzsonikidze, 1952. április 21. – Moszkva, 2018. november 22.) kétszeres olimpiai bajnok szovjet-orosz birkózó.

## Pályafutása
Apja oszét, anyja orosz származású volt. Nővére Szvetlana, és bátyjai Gennagyij és Szergej is birkózók voltak. Az 1976-os montréali és az 1980-as moszkvai olimpián is aranyérmes lett. A döntőben mindkétszer Balla Józsefet győzte le. 1973 és 1982 között négy világ- és három Európa-bajnoki címet, illetve egy világbajnoki ezüstérmet szerzett. Az 1984-es Los Angeles-i nem vehetett részt a szovjet bojkott miatt. Még ebben az évben visszavonult a versenyzéstől. 1989 a szovjet válogatottnál dolgozott edzőként. 1989-ben visszatért Észak-Oszétiába és sportvezetőként tevékenykedett. 1990 és 1998 között az Orosz Olimpiai Bizottság alelnöke volt.

## Sikerei, díjai
- Olimpiai játékok – szabadfogás, +100 kg
  - aranyérmes (2): 1976, Montréal, 1980, Moszkva
- Világbajnokság – szabadfogás, +100 kg
  - aranyérmes (4): 1973, 1975, 1977, 1978
  - ezüstérmes: 1974
- Európa-bajnokság – szabadfogás + 100 kg
  - aranyérmes (3): 1974, 1975, 1982